# Nautílides
Els nautílides (Nautilida) són l'ordre de mol·luscs cefalòpodes, majoritàriament extints, inclou els nàutils moderns i els seus antecessors immediats. Tots els nautiloïdeus actuals es troben en aquest grup.
És un grup gran i divers que va des del Paleozoic tardà al Cenozoic mitjà. Se suposa que van evolucionar a partir de membres de l'ordre Oncocerida. Entre 24 i 34 famílies i de 165 a 184 gèneres són reconeguts. Avui en dia, el grup està representat només per 5 espècies dels gèneres Nautilus i Allonautilus.

## Taxonomia
La família Nautilidae, que va ser molt diversa en el passat, avui consta només de dos gèneres i cinc espècies:
- Allonautilus Ward & Saunders, 1997
- Nautilus Linnaeus, 1758.